# Vladimir Turina
Vladimir Turina (Banja Luka, 6. veljače 1913. – Zagreb, 22. listopada 1968.), bio je hrvatski arhitekt.

## Životopis
Vladimir Turina rođen je u Banjoj Luci 1913. godine. Završio je gimnaziju u Sarajevu 1931. godine. Diplomirao je 1936. godine na Arhitektonskom odjelu Tehničkoga fakulteta u Zagrebu, te bio sveučilišni profesor. Bavio se studijama uzletišta, bolnica, kazališta i sportskih objekata. Pobornik je moderne arhitekture, izveo je malo objekata: Banovinska palača u Splitu, dio Dječje bolnice u Klaićevoj u Zagrebu te nogometni stadion u Maksimiru. Sudjelovao je na 30-ak natječaja i dobio niz nagrada (Klinika na Šalati, plivalište u Rijeci, kazalište u Zenici). Izlagao je u Londonu, Stockholmu, Helsinkiju, Sao Paolu i Milanu.

## Vanjske poveznice
- Turina, Vladimir, Darja Radović Mahečić i Darja Tomić (2015.), hbl.lzmk.hr
- Hela Vukadin-Doronjga, Stadion Maksimir: sportska Arhitektura Vladimira Turine, Muzej grada Zagreba, Zagreb, 2020.
- Turina, Vladimir Hrvatska tehnička enciklopedija, portal hrvatske tehničke baštine. LZMK